# Isole di Vil'kickij (Arcipelago di Nordenskiöld)
Le isole di Vil'kickij (in russo Острова Вилькицкого, ostrova Vil'kickogo) è un gruppo di isole russe che fa parte dell'arcipelago di Nordenskiöld ed è bagnato dal mare di Kara.
Amministrativamente appartengono al distretto del Tajmyr del Territorio di Krasnojarsk, nel Circondario federale della Siberia.
Non vanno confuse con altre isole russe col medesimo nome: l'Isola di Vil'kickij, nel Circondario autonomo Jamalo-Nenec, l'Isola di Vil'kickij, una delle isole De Long dell'arcipelago delle isole della Nuova Siberia, nella Repubblica autonoma russa della Sacha-Jacuzia e le Isole di Vil'kickij, gruppo di isole russe bagnate dal mare di Laptev.

## Geografia
Le isole di Vil'kickij sono situate a circa 20 km dalle coste centrali della penisola del Tajmyr. A nord, sono separate dai gruppi delle isole di Pachtusov e delle isole di Cywolka dallo stretto di Radzeevskij (пролив Радзеевского, proliv Radzeevskogo), a sud invece sono separate dal gruppo a cui appartengono l'isola Tajmyr e l'isola di Nansen dagli 8 km di larghezza dello stretto di Matisen (пролив Матисена, proliv Matisena). Fanno parte della Riserva naturale del Grande Artico dal 1993.
Si tratta di 15 isole di dimensioni medio-piccole e di 4 isolotti senza nome, che si estendono da sud-ovest a nord-est nella parte sud-orientale del mare di Kara per circa 35 km; all'interno del gruppo, le isole distano tra loro meno di 8 km. Il punto più alto del gruppo e dell'intero arcipelago è di 107 m s.l.m., sull'isola Čabak.
Sono state così nominate nel 1901 in onore del idrografo ed esploratore russo Andrej Ippolitovič Vil'kickij.

## Le isole
- Isola Čabak (остров Чабак, ostrov Čabak), la più grande del gruppo e quella con l'elevazione massima. Dista 37 km[3] dalla terraferma. Ha una forma ovale irregolare, affusolata alle due estremità; da capo Val (мыс Вал, mys Val) a sud, fino a capo Bugor (мыс Бугор) a nord, la lunghezza è di circa 6,85 km, mentre misura 2,7 km di larghezza nella parte centrale.
L'intera isola è una roccia dai pendii dolci, che svetta nei 107 m del centro. Le coste sono prevalentemente pianeggianti, con l'eccezione di alcune basse scogliere nel nord-est. La parte meridionale è coperta da zone umide e vi scorre un piccolo ruscello a carattere stagionale.
Il terreno è ricoperto da una rada vegetazione costituita da muschi, licheni ed erbe corte e resistenti.
Il mare, a 100–200 m dalla costa, raggiunge la profondità di 40 m.
Nella zona con l'elevazione massima si trova un punto di triangolazione geodetica. 76°31′32.01″N 95°21′35.01″E
- Isola Novyj (остров Новый, ostrov Novyj; in italiano "isola Nuova"),[4] la più settentrionale del gruppo, è un'isola ovale che si trova poco meno di 2 km[3] a nord-est di Čabak. Misura circa 2 km di lunghezza e 1,6 km di larghezza.[3] L'altezza massima è di 19 m nella parte orientale. Al centro sono presenti delle zone umide.
Il punto più settentrionale si chiama capo Stupenčatyj (мыс Ступенчатый). 76°34′01.2″N 95°32′13.2″E
- Isola di Strižëv (остров Стрижёва, ostrov Strižëva), è la più orientale ed è situata 2,5 km[3] a est di Čabak. Ha una forma circolare con un diametro di circa 2,35 km;[3] l'altezza massima è di 44 m. Prende il nome da Pëtr Strižëv, uno dei conducenti di slitte trainate da cani nella spedizione guidata dall'ammiraglio ed esploratore russo Aleksandr Vasil'evič Kolčak. 76°31′51.6″N 95°35′24″E
- Isola Korsar (остров Корсар, ostrov Korsar), è una piccola isola circolare, 1,8 km[3] a sud-sud-est di Čabak. 76°28′57.36″N 95°24′44.64″E
- Isola Central'nyj (остров Центральный, ostrov Central'nyj; "isola Centrale"),[5] è una piccola isoletta a sud di Čabak e a ovest di Korsar. Poco a est c'è un isolotto senza nome. 76°28′59.92″N 95°22′01.53″E
- Isola Groznyj (остров Грозный, ostrov Groznyj; "isola Minacciosa"),[6] poco a sud-ovest di Central'nyj, è un'isoletta ancora più piccola. 76°28′52.43″N 95°20′35.02″E
- Isola Tugut (остров Тугут, ostrov Tugut), è un'isola allungata al centro del gruppo, 2,5 km[3] a sud-sud-ovest di Čabak e 700 m[3] a nord-ovest di Peta. Misura 2,5 km di lunghezza e poco meno di 900 m di larghezza.[3] L'elevazione massima è di 13 m nella parte settentrionale. L'estremità sud-occidentale si chiama capo Šerochovatyj (мыс Шероховатый). 76°28′12″N 95°15′14.4″E
- Isola Peta (остров Пета, ostrov Peta), a sud-est di Tugut, è un'isola dalla forma irregolare, leggermente curva, con una baia a nord-est. Misura 2,7 km di lunghezza e 2,3 km di larghezza,[3] e ha un'elevazione massima di 20 m nella parte orientale. L'estremità est si chiama capo Uzornyj (мыс Узорный). 76°27′00″N 95°21′54″E
- Isola Smežnyj (остров Смежный, ostrov Smežnyj; "isola adiacente"),[7] meno di 400 m[3] a sud di Peta, è un'isola dalla forma allungata e irregolare. Misura 2,1 km di lunghezza e 1,25 km di larghezza nella parte occidentale.[3] Nel nord-ovest raggiunge un'elevazione massima di 12 m. 76°25′59.88″N 95°23′20.4″E
- Isola Švecov (остров Швецова, ostrov Švecova), 2,65 km[3] a sud-est di Smežnyj, è un'isoletta dalla forma quadrata. Per lato misura circa 400 m[3] di lunghezza. 76°25′01.2″N 95°32′36.78″E
- Isola di Jackman (остров Джекмана, ostrov Džekmana), la seconda per grandezza del gruppo, è un'isola dalla forma irregolare allungata, con un restringimento nella parte centrale che crea due piccole baie a est e a ovest. Misura 6,3 km di lunghezza e 2,65 km di larghezza massima nel punto centrale tra le due baie.[3] L'elevazione massima è di 21 m e nei suoi pressi si trova un punto di triangolazione geodetica. L'estremità est si chiama capo Ograždenija (мыс Ограждения), quella sud capo Južnyj (мыс Южный). Al centro e al sud ci sono delle zone umide. 76°25′33.6″N 95°04′26.4″E
- Isola Kamenistyj (остров Каменистый, ostrov Kamenistyj; "isola Pietrosa"),[8] 800 m[3] a sud-ovest di Jackman, è una piccola isola allungata e stretta. Misura 2,7 km di lunghezza e 600 m di larghezza.[3] Ha un'elevazione massima di 9 m nella parte centrale. L'estremità est si chiama capo Upor (мыс Упор). 76°24′38.88″N 94°52′26.4″E
- Isola Oval'nyj (остров Овальный, ostrov Oval'nyj; "isola Ovale"),[9] 1,8 km[3] a sud-ovest di Jackman, come suggerisce il nome, è un'isola ovale. Misura 2,7 km di lunghezza e 1,3 km di larghezza nella parte centrale.[3] Ha un'elevazione massima di 13 m a est. All'estremità occidentale ci sono due isolotti senza nome. 76°23′49.56″N 95°11′15″E
- Isola di Hovgaard (остров Ховгарда, ostrov Chovgarda), 3 km[3] a sud-sud-est di Jackman, è un'isola allungata da nord a sud. Misura 2,4 km di lunghezza e quasi 800 m di larghezza nella parte settentrionale.[3] Ha un'elevazione massima di 13 m nella parte meridionale, dove si trova anche un punto di triangolazione geodetica. L'estremità sud, come l'isola, si chiama capo Hovgaard (мыс Ховгарда). Isola e capo sono stati così chiamati da Eduard von Toll nel 1901, durante la spedizione polare da lui guidata del 1899-1903, in onore de l'esploratore danese del XIX secolo Andreas Hovgaard 76°21′54″N 95°05′27.24″E
- Isola di Herberstein (остров Герберштейна, ostrov Gerberštejna), la più isolata del gruppo, nonché la più meridionale (se si esclude un piccolo isolotto poco a sud) e la più occidentale, si trova meno di 8 km[3] a sud-ovest di Kamenistyj e a circa 20 km[3] dalla terraferma. È un'isola allungata da sud-ovest a nord-est e misura 2,6 km di lunghezza e 850 m di larghezza nella parte nord-orientale.[3] In questa stessa zona si trovano il punto più alto (12 m) e anche un punto di triangolazione geodetica. L'estremità nord-ovest, come l'isola, si chiama capo Herberstein (мыс Герберштейна). Isola e capo sono stati così chiamati da Eduard von Toll nel 1901, durante la spedizione polare da lui guidata del 1899-1903, in onore del diplomatico e scrittore austriaco del XVI secolo Sigismund von Herberstein.[10] 76°20′51″N 94°34′39″E